# Sokół (rejon kamionecki)
Sokół (ukr. Сокіл) – wieś na Ukrainie w rejonie lwowskim (wcześniej w rejonie kamioneckim) obwodu lwowskiego.